# Garavito (cráter)
Garavito es un cráter de impacto localizado en el hemisferio sur de la cara oculta de la Luna. Se encuentra al noroeste de la llanura de Poincaré y al oeste del cráter Chrétien. El 27 de agosto de 1970 recibió el nombre de Garavito en honor al astrónomo colombiano Julio Garavito Armero por parte de la Unión Astronómica Internacional, siendo uno de los pocos cráteres nombrados en honor a una persona de origen latinoamericano. 
Este cráter tiene un borde externo desgastado y erosionado, sobre todo a lo largo de los extremos oeste y el sur. A lo largo del borde norte ingresa el cráter Garavito Y, y sus flancos exteriores se extienden sobre el piso interno de Garavito. Otro cráter menor, denominado Garavito D, se une en la parte exterior noreste. El piso interior del cráter Garavito es relativamente uniforme, con pocos cráteres minúsculos y débiles restos de antiguos impactos.

## Cráteres satélite
Por convención estas características son identificadas en mapas lunares poniendo la letra en el lado del punto medio del cráter que está más cerca Garavito.
|       | \| Gamow \| Coordenadas \| Diámetro \| \| ----- \| --------------------------------- \| -------- \| \| C \| 44°48′S 159°08′E / -44.8, 159.14 \| 23,5 km \| \| D \| 46°22′S 158°54′E / -46.37, 158.9 \| 28,4 km \| \| Q \| 49°22′S 153°56′E / -49.37, 153.93 \| 45,9 km \| \| Y \| 45°32′S 156°04′E / -45.53, 156.06 \| 52,9 km \| |          |
| Gamow | Coordenadas | Diámetro |
| C     | 44°48′S 159°08′E / -44.8, 159.14 | 23,5 km  |
| D     | 46°22′S 158°54′E / -46.37, 158.9 | 28,4 km  |
| Q     | 49°22′S 153°56′E / -49.37, 153.93 | 45,9 km  |
| Y     | 45°32′S 156°04′E / -45.53, 156.06 | 52,9 km  |